# Lissonota eurycorsa
Lissonota eurycorsa là một loài tò vò trong họ Ichneumonidae.